# 케이티씨에스
(주)케이티씨에스(ktcs corporation, 약식: kt cs)는 컨택센터사업, 114번호 안내 사업 및 유통 사업을 주요 사업으로 영위하는 대한민국의 기업이자, 독점 규제 및 공정 거래에 관한 법률에 의해 대규모 기업 집단으로 분류된 KT의 계열 회사이며 유가 증권 시장에 상장되어 있는 기업이다.

## 개요
kt cs는, 독점 규제 및 공정 거래에 관한 법률에 의해 상호 출자 제한 및 채무 보증 제한 기업 집단인 KT(한국통신)에 소속되어 있는 계열 회사이다.

### 매출구성
- 고객 서비스 41.59%
- 유통 사업 23.49%
- 컨택 센터 사업 17.21%
- 기타 9.68%
- 우선 번호 안내 8.03%

### 기업의 결산월
kt cs의 결산월은 12월이다.

## 기업 실태

### 증권
- 2015년 11월 6일 kt cs는, 3분기 영업 이익이 22억 원으로 전년 동기 대비 51.1%가 감소했다고 공시한 바 있다.[2]

### 사회공헌
- 2015년 12월 16일 kt cs는, 대전 두리모 보호 시설 아침뜰에서 연말을 맞아 사회 공헌 활동을 하였다.[3]

## 같이 보기
- KT
- 114
- 데이터베이스
- 대전광역시